# Kẹo sinh gum (phim truyền hình)
Chewing Gum là một bộ phim truyền hình Anh với bối cảnh ở London. Michaela Coel vừa viết kịch bản và vừa thủ vai chánh bên cạnh các diễn viên khác nhưRobert Lonsdale, Susan Wokoma, Danielle Walters và Tanya Franks. Câu chuyện xoay quanh cô bán tạp hóa 24 tuổi Tracey Gordon, một nhân vật còn trinh, nhà có đạo trong khi cô mong muốn được làm tình và ra đời tìm hiểu cuộc sống bên ngoài. Bộ phim thắng giải BÀ 
Chương trình có sự góp mặt của trợ lý cửa hàng 24 tuổi Tracey Gordon, một trinh nữ tôn giáo bị hạn chế, muốn quan hệ tình dục và tìm hiểu thêm về thế giới. Chương trình đã giành giải BAFTA cho Nữ diễn viên xuất sắc nhất trong một chương trình hài kịch và Tài năng đột phá cho Michaela Coel cho công việc của cô trong chương trình.
Tập đầu tiên được trình chiếu trên kênh E4 vào ngày 13 tháng 10 năm 2015 và tại Mỹ trên trang Netflix vào một năm sau. 

## Dự án
Vào tháng 8 năm 2014, Kênh 4 đã thông báo rằng Coel sẽ tham gia và viết một bộ phim truyền hình mới có tên Sinh Gum, lấy cảm hứng từ vở kịch Giấc Mơ Sinh Gum của cô. "Hài kịch C4" đã được phát hành dưới dạng các đoạn quảng cáo ngắn vào tháng 9 năm 2014 và bộ phim bắt đầu được chiếu trên E4 vào tháng 10 năm 2015. Diễn xuất của Coel đã mang lại cho cô giải thưởng truyền hình của Viện hàn lâm Anh (nguyên văn: BAFTA) cho Nữ diễn viên hài xuất sắc nhất năm 2016; cô cũng đã giành được một BAFTA cho Tài năng đột phá để viết chương trình. Kẹo sinh gum có nhiều các đánh giá tốt.
Phần 1 được công chiếu vào ngày 6 tháng 10 năm 2015 cho đến ngày 10 tháng 11 năm 2015. Vào ngày 3 tháng 12 năm 2015, E4 đã đặt luôn phần thứ hai; phát sóng vào ngày 12 tháng 1 năm 2017.
Vào tháng 4 năm 2017, Kênh 4 đã thông báo rằng chương trình sẽ không có phần thứ ba. Tuy nhiên, vào tháng 11 năm 2017, Coel tuyên bố thông qua Twitter rằng cô nuôi dự định sẽ làm phần ba vào một thời điểm nào đó trong tương lai. Vào tháng 11 năm 2018, Coel đã đưa ra một tuyên bố khác thông qua Twitter xác nhận rằng chương trình sẽ không quay phần thứ ba. 
Địa điểm quay phim là phim trường West London. 

## Diễn viên
- Michaela Coel trong vai Tracey Gordon
- John MacMillan trong vai Ronald
- Robert Lonsdale trong vai Connor Jones
- Tanya Franks trong vai Mandy
- Danielle Isaie trong vai Candice
- Kadiff Kirwan trong vai Aaron
- Susan Wokoma trong vai Cynthia
- Shola Adewusi như niềm vui
- Maggie Steed như Esther
- Vera Chok trong vai Penelope
- Olisa Odele trong vai Ola

## Các tập phim
| Mùa | Mùa | Số tập | Số tập | Phát sóng gốc       | Phát sóng gốc        |
| Mùa | Mùa | Số tập | Số tập | Phát sóng lần đầu   | Phát sóng lần cuối   |
| --- | --- | ------ | ------ | ------------------- | -------------------- |
|     | 1   | 6      | 6      | 6 tháng 10 năm 2015 | 10 tháng 11 năm 2015 |
|     | 2   | 6      | 6      | 12 tháng 1 năm 2017 | 9 tháng 2 năm 2017   |

### Tập 1 (2015)
| Phần | Tập | Tựa   | Đạo diễn     | Kịch bản      |
| ---- | --- | ----- | ------------ | ------------- |
| 1    | 1   | "Bạo" | Tom Marshall | Michaela Coel |

Ráng để khỏi bị cứng ngắc hết biết giống em gái Cynthia, Tracey ráng đẩy mối quan hệ với chồng sắp cưới Ronald tới bước tiếp theo. Nhờ nhỏ bạn thân Candice trang điểm phục sức cho giống thần tượng Beyoncé, Tracey ra sức quyến rũ Ronald. Ronald hổng những không khoái mà còn gạt đi rồi la Tracey hư đốn. Thất vọng buồn rầu, tự nhiên vô tình đụng nhà thơ bụi đời Cornor ngay thang máy làm bụng dạ cô rối beng, nhứt là tại một buổi tiệc Tracey được mời đi. 
| 2 | 2 | "Rồi rồi" | Tom Marshall | Michaela Coel |
| - | - | --------- | ------------ | ------------- |

Buổi ăn tối với Ronald bữa trước thành ra bể bung bét nhưng mà Tracey vẫn cố gắng lần nữa tới thăm Ronald nằm dưỡng thương dầu bữa trước thằng chả nói lời lẽ hết sức không đẹp la cô để cứu vãn mối quan hệ. Hỏng dè lúc nhìn Ronald liếc mắt đưa tình với anh y tá chăm sóc qua lại, Tracey tỉnh luôn. Bữa đó sau giờ làm cô qua tìm Cornor, mà tự dưng lại đụng mặt bà má của Cornor nghe bả kể tùm lum lịch sử tình ái của nhà thơ làm cô mất hứng luôn.
| 3 | 3 | "Của cải" | Tom Marshall | Michaela Coel |
| - | - | --------- | ------------ | ------------- |

Lúc bán hàng Tracey vô tình gặp lại 1 người quen ở trường cũ mà cô có được cái hẹn phỏng vấn cho 1 công việc bán trong tiệm dầu thơm. Buổi xin việc thất bại nhưng mà rồi tự dưng 1 nhân viên trong đó tới gạ cô bán thuốc, thành ra Tracey vẫn ôm mộng làm nhân viên bán hàng rồi tung tăng về kiếm nhỏ bạn thân lên kế hoạch tìm đầu mối mua hàng. 
| 4 | 4 | "Ngựa 1 sừng" | Tom Marshall | Michaela Coel |
| - | - | ------------- | ------------ | ------------- |

Tại vẫn có vài vấn đề tâm lý của Cornor lúc gần gũi nhau, Tracey quyết định làm cho chuyện đó thú vị hơn bằng cách rủ thêm 1 cô gái nữa tham gia. Khoái chí vì tìm được 1 người đồng ý, hiếm như ngựa 1 sừng vậy đó, nên Tracey gọi cổ - tên Sascha- là ngựa 1 sừng. Lúc đó ở nhà thì em gái Cynthia lại chôm laptop của Tracey coi phim con heo. 
| 5 | 5 | "Bữa ăn tối cuối cùng" | Tom Marshall | Michaela Coel |
| - | - | ---------------------- | ------------ | ------------- |

Tuần đó gia đình ông chú qua chơi có ông em họ tên là Tracey Trai (để phân biệt với cô là Tracey gái) quậy đủ trò làm Tracey hết hồn, chưa hết, Cynthia còn tuyên bố 1 chuyện động trời nữa chớ. Rồi như chưa ép phê, bữa tối cả nhà ngồi ăn đủ mặt thì Cornor xuất hiện với vai trò là một người bạn trai da trắng lịch thiệp. 
| 6 | 6 | "Bét bè be" | Tom Marshall | Michaela Coel |
| - | - | ----------- | ------------ | ------------- |

Nào chuyện Tracey Trai rồi Cornor qua nhà rồi chuyện của Cynthia, má của Tracey (rất là ngoan đạo và nghiêm) giận đuổi Tracey ra khỏi nhà. Tracey ở ké từ nhà của Candice tới nhà của Cornor. 

### Phần 2 (2017)
Phấn 1 - Tập 7 
| Phần | Tập | Tựa                             | Đạo diễn                  | Kịch bản      |
| ---- | --- | ------------------------------- | ------------------------- | ------------- |
| 1    | 7   | "Chuyện gì đã xảy ra vậy trời?" | Tom Marshall & Simon Neal | Michaela Coel |

Sau 3 tháng bị không có chỗ ở, lang bạt với Cornor rồi cả hai chia tay nhau, Tracey trở lại làm việc trong tiệm tạp hoá của Deepak cho ổng đi chơi. Cornor bất ngờ tới sửa lặt vặt, lần đầu tiên Tracey gặp lại ảnh từ khi chia tay. Buồn hiu vì biết chưa gì Cornor đã có bồ mới, Tracey nói dóc đang hẹn hò với tay đọc rap đình đám Stormzy cho Cornor ghen chơi.
| 2 | 8 | "Thay bồ" | Tom Marshall | Michaela Coel |
| - | - | --------- | ------------ | ------------- |

Cả bồ cũ và bạn thân đều hục hặc với Tracey nên cổ quyết tâm tìm kiếm bồ mới và bạn mới để thay thế 2 người này.

| 3 | 9 | "Tui chỉ muốn có ai bên cạnh thôi mà" | Tom Marshall | Michaela Coel |
| - | - | ------------------------------------- | ------------ | ------------- |

Bị Tracey Trai dụ, Tracey đồng ý đi tới 1 buổi giao lưu lạ lùng. Tới đó thì Tracey giựt mình vì đó là 1 chỗ cho người ta...thác loạn, thôi lỡ rồi, nhân cơ hội này Tracey để tự gia cố sự tự tin về vẻ ngoài của mình. 

| 4 | 10 | "Cún Orlando" | Tom Marshall | Michaela Coel |
| - | -- | ------------- | ------------ | ------------- |

Tìm được một cái dịch vụ trên mạng nhờ giữ thú cưng, Tracey háo hức nhận coi một con cún tên là Orlando của 1 nhiếp ảnh gia. Sau đó phát hiện mấy chuyện của ông nhiếp ảnh gia quái đản quá nên cô dẹp luôn.

| 5 | 11 | "Đi chơi bụi" | Tom Marshall | Michaela Coel |
| - | -- | ------------- | ------------ | ------------- |

Cuối tuần đó Tracey và Ola đi ké Candice và bạn trai Aaron về nhà gặp ba của Aaron chơi. Ola đi kết bạn với 1 cặp đồng tính nữa và có 1 cuộc phiêu lưu nhớ đời. Tracey, Candice và Aaron thì ở nhà ăn tối với ba của Aaron. Lúc đó ở nhà Cynthia ra đầu ngõ vớt đại 1 anh chàng ngố ngố về nhà. 

| 6 | 12 | "Tuổi tác chỉ là con số thôi" | Tom Marshall | Michaela Coel |
| - | -- | ----------------------------- | ------------ | ------------- |

Chán hết chỗ nói vì đã quá 24 rồi mà còn độc thân, Tracey tham gia một câu lạc bộ sách để tìm một anh chàng thông minh thú vị chững chạc. Cuối cùng thì gặp 1 anh chàng đẹp trai hết chỗ nói, khổ nỗi chàng này lại không hợp tuổi xíu nào.